# Sodna palača, Ljubljana
Sodna palača je neoklasicistična palača v Ljubljani, ki se nahaja na področju med Tavčarjevo, Miklošičevo, Cigaletovo in Trdinovo ulico.
Danes v palači domujejo Okrožno sodišče v Ljubljani, Višje sodišče v Ljubljani in Vrhovno sodišče Republike Slovenije; včasih so se v kleti zgradbe nahajali tudi zapori.
V neposredni bližini palače se nahaja Miklošičev park, ki je bil zasnovan tako, da poudarja monumentalnost palače.

## Zgodovina
Palača je bila zgrajena v letih 1898-1902 v neoklasicističnem slogu kot koridorski tip stavbe praktično na koncu mesta. Ob njej je bilo nekaj nizkih hiš z vrtovi, za njo pa predmestne vasi. Fasada je zgrajena v neorenesančnem slogu. Projekt je izdelal dunajski arhitekt Spindler. Sočasno je bil urejen tudi park. Za zgradbo je bil sodnijski vrt do Pražakove ulice, na njem je stala jetnišnica. Še naprej je bil velik travnik, na katerem so taborili cirkusi.
Sodna palača je eden izmed najbolj prestižnih projektov, ki jih je realiziral župan Ivan Hribar.
Naslednji večji poseg na stavbi se je zgodil leta 1950, ko je bila palača nadzidana za eno nadstropje po načrtih arhitekta Josipa Costaperarie.
Leta 1952 so podrli zapore pri Sodni palači in tako podaljšali Trdinovo ulico do Miklošičeve ceste.
Decembra 2007 je bila palača razglašena za kulturni spomenik lokalnega pomena. V zadnji četrtini leta 2007 in prvi polovici leta 2008 je potekala obnova fasade palače.

## Arhitektura
V glavni stavbi s pogledom na Tavčarjevo ulico sta v srednjem rizalitu prvega in drugega nadstropja veliki razpravni dvorani, pred katerima sta kakor v pritličju čakalnici. Poleg tega sta v srednjem rizalitu na stran Cigaletove ulice še dve dvorani: v prvem nadstropju zbornica, v drugem pa še ena razpravna
dvorana. V pritličju je poseben trakt za porotno dvorano in njene stranske prostore ter za okrajnosodno zemljiško knjigo. Porotna dvorana ima višino enega nadstropja. Porotna dvorana je bogatejše okrašena s štukaturami ter lesenim opažem. Nad sodniškim prostorom je bil na severni steni postavljen doprsni kip Njegovega Veličanstva, ki ga je izklesal iz kararskega mramorja mojster Pendel z Dunaja. Zbornica ima lesen strop. Po stenah so vrezana imena vseh ljubljanskih sodnih predsednikov od leta 1775 naprej.
Že od samega začetka je bila v stavbi napeljana voda, ki je napajala tudi hidrante in izpirala stranišča. Vse prostore so ogrevali z malotlačno parno kurjavo na pet kotlov. Stopnišča so ogrevali s pomočjo kaloriferjev. 600 električnih žarnic je razsvetljevalo celo hišo, za rezervo so bile petrolejske svetilke. Vsi prostori so bili zvezani s signalnimi napeljavami in hišnimi telefoni med seboj in z jetnišnico, v predsednikov pisarni in pisarni državnega pravdništva pa telefon za mestni in za zunanji promet.